# KI (klinopis)
KI (Borger 2003 nr. 737; U+121A0 𒆠) je klinopisni znak za "zemljo". 
Bere se tudi kot GI5, GUNNI (=KI.NE) "srce", KARAŠ (=KI.KAL.BAD) "tabor, vojska", KISLAḪ (=KI.UD) "gumno" in SUR7 (=KI.GAG). V akadski ortografiji služi kot določilnik  za toponime in ima zlogovne vrednosti gi, ge, qi in qe. Razen glasovne vrednosti služi tudi kot določilnik ali sumerogram za označevanje krajevnih imen.
Kot določilnik ustreza akadskemu itti.
Klinopisni ki se je uporabljal za zlog "ki" in črki "k" in "i". Če se je uporabljal kot "q", je imel dodaten soglasnik, če se je uporabljal kot samoglasnik "i", pa je imel dodaten samoglasnik "e", "é" ali "í".
Kot število je imel v Epu o Gilgamešu naslednje vrednosti: ke - 9, ki - 291, qé - 18, qí - 62 in KI - 288.

## Sklica
1. ↑  Parpola, 1971. The Standard Babylonian Epic of Gilgamesh, Parpola, Simo, Neo-Assyrian Text Corpus Project, c 1997, Tablet I thru Tablet XII, Index of Names, Sign List, and Glossary-. str. 119–145.  Glossary, itti, str. 128.
2. ↑  Parpola, 1971. The Standard Babylonian Epic of Gilgamesh, Sign List, str. 155-165, Sign no. 461, str. 163, ki.